# マルドニオス
マルドニオス（ギリシア語：Μαρδόνιος、ペルシア語：ムルドゥニヤ、？–紀元前479年）は、アケメネス朝ペルシアの将軍。ペルシア戦争に参加し、プラタイアの戦いでギリシア連合軍によって敗死した。

## 来歴
マルドニオスはダレイオス1世の功臣ゴブリュアスの息子であり、妻はダレイオスの娘アルタゾストレである。また、マルドニオスはアケメネス朝の宮廷の有力者でもあり、親ギリシア派を代表していた。
紀元前492年トラキアとマケドニア王国に遠征を行った。艦隊と陸軍を率いていたが、ギリシアを友好的に従属させるために、イオニア都市に民主的制度を回復させてからヘレスポントスを渡ってマケドニアに侵入した。しかし艦隊はアトス山沖で難破し、また陸軍も大損害を被ったために、マルドニオスは撤退した。
ダレイオスの息子で従兄弟のクセルクセス1世が行った第二次ペルシア戦争では、歴史家ヘロドトスによれば、アルタバネスの神託に反対して遠征を強硬に主張し、紀元前480年に第三次遠征を計画した。陸軍の指揮権を与えられたマルドニオスはクセルクセスの下でギリシア人と戦った。しかし、紀元前480年のサラミスの海戦でペルシア艦隊が壊滅したためクセルクセスは帰国した。この時マルドニオスはギリシアの隷属を王に約束して、ヘロドトスによれば精鋭部隊不死隊を含む30万もの大軍と共にテッサリアに留まり越冬した。マルドニオスはアテナイに降伏を勧めるも拒否されたため、紀元前479年に再度アッティカに侵攻して再度アテナイを破壊した。しかし、同年9月にスパルタ人パウサニアス率いるギリシア連合軍とプラタイアで戦って敗北し、スパルタ人アリムネストスに討ち取られた。生き残ったペルシア軍はペルシアに逃げ戻り、この戦いによってギリシア本土におけるペルシア軍は一掃されることとなった。